# Nano (criptomoneda)
Nano (anteriormente conocida como Raiblocks) es una criptomoneda peer-to-peer de código abierto, de baja latencia y alto rendimiento, que ofrece transacciones instantáneas libres de comisión. A diferencia de Bitcoin, no utiliza Blockchain sino DAG (Grafo Acíclico Dirigido).
En Nano cada cuenta posee su propia cadena de bloques utilizando una arquitectura llamada “Block-lattice”, que permite transacciones casi instantáneas con una pequeña prueba de trabajo que realiza el emisor y el receptor respectivamente. Al no utilizar mineros para confirmar las transacciones, no tiene comisiones de transacción.

## Historia
Nano fue liberada por Colin LeMahieu el 21 de noviembre de 2015 a través de su whitepaper.
La emisión de las monedas no se realizó por minería, la distribución fue a través de un sistema de captcha faucet que finalizó en octubre de 2017 con un total de 133.248.290 XRB distribuidas.
El 31 de enero de 2018 se anunció el cambio de nombre a "Nano".

## Consenso
Al no existir mineros y cada usuario tener su propia cadena de bloques, el consenso de la validez de las transacciones no se consigue a través de la competencia de los mineros con una prueba de trabajo, ésta se utiliza solamente para evitar el spam, requiriendo que en cada transacción se realice un pequeño esfuerzo de cómputo.
El consenso en Nano se logra a través de una votación ponderada, prueba de participación, sobre transacciones conflictivas.
A su vez, los tenedores de monedas que no posean un nodo en línea, pueden delegar su capacidad de voto a representantes. 